# Rhodobates friedeli
Rhodobates friedeli is een vlinder uit de familie echte motten (Tineidae). De wetenschappelijke naam is voor het eerst geldig gepubliceerd in 1987 door Petersen.
De soort komt voor in Europa.